# Kacongan
Kacongan is een bestuurslaag in het regentschap Sumenep van de provincie Oost-Java, Indonesië. Kacongan telt 1529 inwoners (volkstelling 2010).